# Parafia św. Augustyna w Wiedniu
Parafia św. Augustyna w Wiedniu (niem. Pfarre St. Augustin in Wien) – rzymskokatolicka parafia znajdująca się w archidiecezji wiedeńskiej, w dekanacie miejskim 1, w Austrii. Parafię prowadzą augustianie.
Do 1918 parafia dworska dworu cesarskiego (niem. K.u.k. Hof- und Burgpfarre).

## Świątynie
Na terenie parafii znajduje się dziewięć kościołów i kaplic. Należą do nich:
- kościół św. Augustyna (kościół parafialny)
- kościół św. Anny (oblatów św. Franciszka Salezego)
- kościół św. Jana Chrzciciela, tzw. maltański (Zakonu Maltańskiego)
- kościół Najświętszej Marii Panny Anielskiej (kapucynów)
- kościół św. Urszuli
- kaplica dworska w Hofburgu
- kaplica w Centrum św. Elżbiety
- kaplica w Wspólnocie Loretto
- krypta - Pomnik Bohaterów Austriackich

## Historia
Tutejszy klasztor i kościół augustiański działają od 1327. W średniowieczu przeżywał on rozkwit, zahamowany w okresie reformacji.
W 1630 cesarz Ferdynand II Habsburg osadził w klasztorze augustianów bosych i w 1634 postanowił, że świątynia św. Augustyna będzie pełniła funkcję kościoła parafialnego dla rodziny cesarskiej, który to status utrzymała ona do upadku monarchii austriackiej w 1918. Rozpoczął się wówczas drugi okres świetności klasztoru - w jego szczycie przypadającym na lata 1750-1780 w klasztorze mieszkało 90 zakonników. Najbardziej znanym wiedeńskim augustianinem tego okresu był nadworny kaznodzieja Abraham a Sancta Clara OAD.
Duże zmiany nastąpiły w wyniku reform józefińskich. W 1783 przy kościele ustanowiono parafię. Jednocześnie klasztor objęła kasata józefińska, przeprowadzona przez zakaz przyjmowania nowicjuszy do klasztoru. Ostatni wiedeńscy augustianie wymarli w 1836. Kościół i parafię przejęło wówczas duchowieństwo diecezjalne.
W 1951 parafię ponownie objęli augustianie, gdy w dawnym klasztorze osiedli zakonnicy gałęzi eremickiej, wysiedleni z Sudetów.